# 謙譲
| ウィキペディアには「謙譲」という見出しの百科事典記事はありません（タイトルに「謙譲」を含むページの一覧/「謙譲」で始まるページの一覧）。 代わりにウィクショナリーのページ「謙譲」が役に立つかもしれません。 |